# Khu bảo tồn thiên thạch Morasko

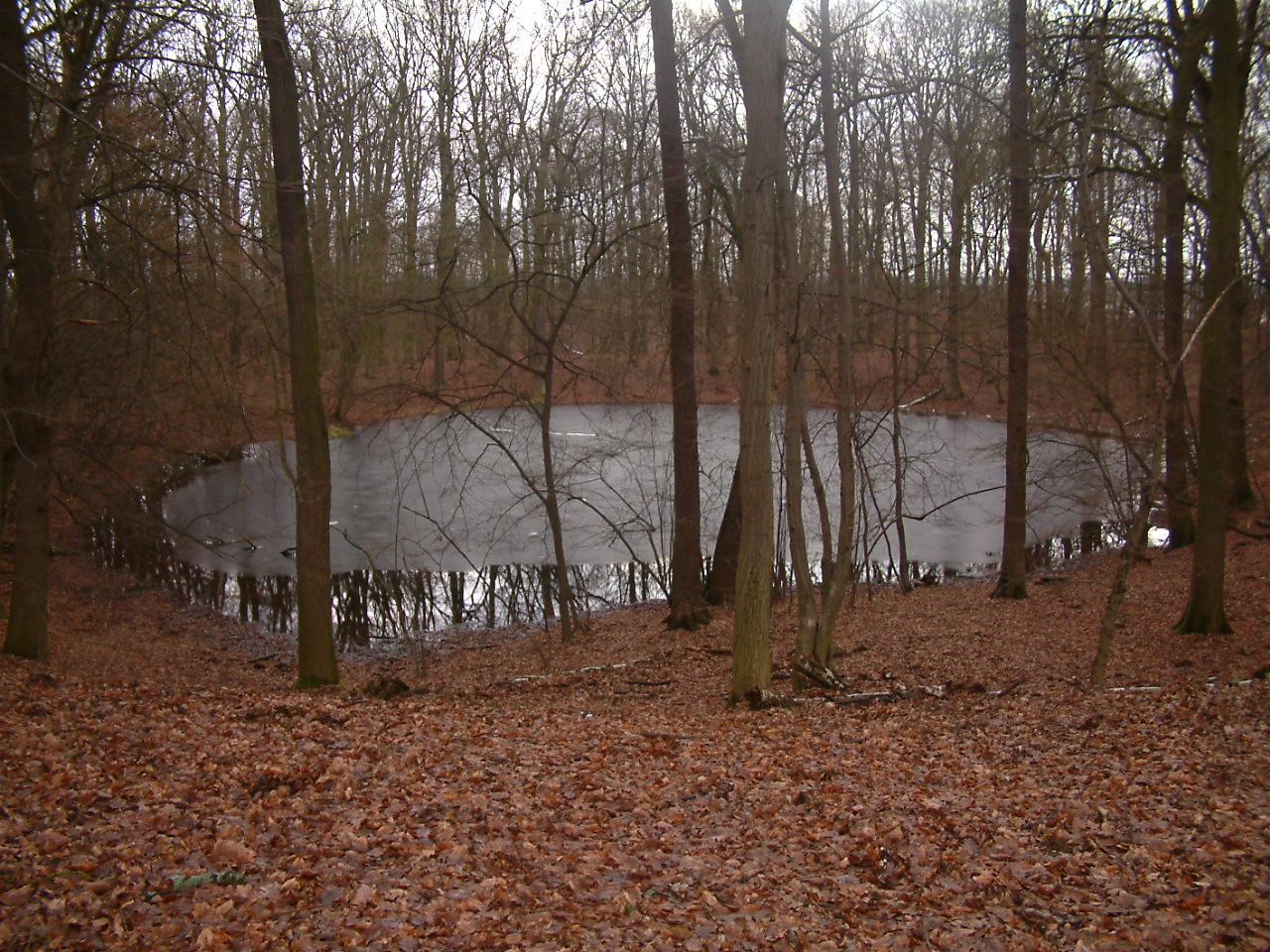
Một hố thiên thạch trong mùa đông.

Khu bảo tồn thiên thạch Morasko (Ba Lan: Rezerwat przyrody meteoryt Morasko) nằm tại Morasko, ở rìa phía bắc của thành phố Poznań, Ba Lan. Khu bảo tồn chứa bảy hố thiên thạch trong khu vực có diện tích 55 ha (136 Mẫu Anh) và được thành lập vào năm 1976.

## Tự nhiên
Khu bảo tồn được bao phủ bởi một rừng sồi và trăn, trong đó phát triển một số loài thực vật phổ biến bao gồm: Lilium martagon, Asarum europaeum hay Ceratophyllum.. Động vật thì bao gồm một số loài chim phổ biến như Dryocopus martius (chim gõ kiến đen) hay Caprimulgus europaeus

## Va chạm thiên thạch
Lớn nhất trong bảy miệng núi lửa tại khu bảo tồn có đường kính khoảng 100 mét và sâu khoảng 11 mét. Năm trong số các miệng núi lửa, trong đó lớn nhất còn có các hồ nước. Thời gian hình thành được ước tính là khoảng 5.000 năm trước (Holocene).
Thiên thạch đầu tiên tìm thấy tại Morasko đã được phát hiện vào năm 1914 khi phát xít Đức xây dựng một pháo đài quân sự. Kể từ đó, nhiều mảnh vỡ nữa đã được tìm thấy, trong đó có một thiên thạch cân nặng 78 kg vào năm 1956.
Vào tháng 9 năm 2006, Krzysztof Socha một thợ săn thiên thạch từ Kielce, làm việc cho bộ phận Địa chất của Đại học Adam Mickiewicz của thành phố, đã phát hiện được một thiên thạch với sự trợ giúp của một máy dò kim loại, sau khi loại bỏ các bụi bẩn quanh nó, khối lượng cân được nặng 164 kg. Đây là thiên thạch lớn nhất được phát hiện ở Ba Lan. Phân tích cho thấy thiên thạch chứa ngoài hợp kim sắt-niken thì còn có một số lượng nhỏ silicat (pyroxen) không có trên Trái Đất.
Trong tháng 10 năm 2012, một thiên thạch có trọng lượng khoảng 300 kg đã được thu hồi từ độ sâu 2,1 m.
Hiện nay, Đại học Adam Mickiewicz đang xem xét việc thành lập một trung tâm giáo dục để thu hút sự chú ý của mọi người tới các thiên thạch đã được phát hiện.